# Mohamed Amine Nefzi
Pour les articles homonymes, voir Nefzi.
Mohamed Amine Nefzi, né le 8 août 1992 à Tunis, est un footballeur tunisien qui évolue au poste de milieu de terrain ou d'arrière-droit.

## Carrière
Mohamed Amine Nefzi commence sa carrière professionnelle au Club sportif de Hammam Lif.
En janvier 2013, Nefzi rejoint l'Espérance sportive de Tunis, en y signant un contrat de trois ans.
Le 4 janvier 2017, il est prêté pour six mois au Stade gabésien. 

## Palmarès
- Championnat de Tunisie (1) : 2014
- Coupe de Tunisie (1) : 2016